# Thodupuzha
Thodupuzha è una suddivisione dell'India, classificata come municipality, di 46.226 abitanti, situata nel distretto di Idukki, nello stato federato del Kerala. In base al numero di abitanti la città rientra nella classe III (da 20.000 a 49.999 persone).

## Geografia fisica
La città è situata a 9° 53' 38 N e 76° 43' 20 E.

## Società

### Evoluzione demografica
Al censimento del 2001 la popolazione di Thodupuzha assommava a 46.226 persone, delle quali 22.826 maschi e 23.400 femmine. I bambini di età inferiore o uguale ai sei anni assommavano a 5.408, dei quali 2.728 maschi e 2.680 femmine. Infine, coloro che erano in grado di saper almeno leggere e scrivere erano 38.092, dei quali 19.208 maschi e 18.884 femmine.